# 林虎
林 虎（りん こ）は、中華民国の軍人。中国同盟会以来の革命派人士で、後に旧広西派（旧桂系）の軍人となった。旧名は蔭清。字は陰青。父は漢族、母はチワン族（壮族）である。

## 事跡

### 中国同盟会へ
父の林寿裳は秀才で江西省に赴任したことから、林虎は父母とともに江西省に移り住んだ。林虎は、15歳の時に江西武備学堂に入学し、李烈鈞、李思広らと同期で学んだ。しかし在学中に、林や李思広ら4人は、学外の悪童4人と喧嘩したため 卒業直前に学堂を辞めなければならなくなっている。
その後は、李思広の知人である江西常備中軍統領郭人漳の下で任用された。1905年（光緒31年）、郭が広西省へ転任したことから、林虎もこれに随従している。翌年、黄興が桂林で組織した中国同盟会支部において、林は、郭や蔡鍔 らとともに加入した。1907年（光緒33年）、やはり郭に随従して広東省に転任している。辛亥革命では、林虎は革命派の軍に参加し、南京で陸軍部警衛混成団団長に任命された。

### 反袁世凱の活動
1912年（民国元年）、林虎は江西都督李烈鈞の下に移り、江西陸軍第1師の旅長に任命された。翌年、李烈鈞が袁世凱打倒のための二次革命（第二革命）に参加すると、林は江西討袁軍右翼総司令としてこれに従う。林らは緒戦で善戦したが、最後は物量で勝る北京政府軍に敗北し、林は日本に亡命した。
同年11月、林虎は東京で孫文（孫中山）と対面し、中華革命党にも参加した。また、李烈鈞・柏文尉・黄郛らと法政学校を創立し、寺尾亨を校長として擁いた。さらに、大森に「浩然廬」を創設し、日本に亡命してきた革命派士官を受け入れる機関とした。1914年（民国3年）、林は章士釗・李根源らと欧事研究会を組織した。その後、熊克武らとともにシンガポールへ向かい、黄興らと反袁世凱活動に取り組んだ。
その後、林虎は鈕永建とともに広西省へ戻り、広西将軍陸栄廷との交渉を持つ。これにより、陸の反袁決起に手応えをつかんだ林虎は、雲南の蔡鍔・李烈鈞らと連絡をとっている。1915年（民国4年）12月、雲南省から護国戦争（第三革命）が勃発し、陸も後にこれに呼応した。

### 反孫文の活動
林虎は、1916年（民国5年）4月に岑春煊が肇慶で成立させた両広護国軍都司令部に加入し、護国軍第6軍軍長に任命された。そして、陸栄廷に従って広東将軍竜済光の討伐に貢献した。同年9月、林は高雷鎮守使に任命されている。
翌年、林虎は陸栄廷から広東陸軍第2軍軍長に任命された。そして、同年11月からの竜の反攻に対処し、1918年（民国7年）春、竜の軍を撃滅した。この功績により、林虎は肇羅陽鎮守使に任命されている。
同年10月、広州軍政府が改組されて7総裁による集団指導制となると、岑春煊・陸栄廷ら旧広西派（旧桂系）が主導権を握り、林は軍政府陸軍部次長に就任した。しかし1920年（民国9年）、孫文を支持する陳炯明軍により旧桂系は敗北し、林も下野した。なおこの時、林虎は孫文からの内応の誘いを蹴っている。
以後も反孫文の活動に従事し、1922年（民国11年）には、孫文に反した陳炯明を補佐して北京政府との連携工作に従事した。1924年（民国13年）5月には、北京政府から広西督弁にも任命されている。しかし1925年（民国14年）、陳炯明は中国国民党の東征を受けて壊滅し、林も軍を撃破されて下野した。

### 晩年
その後は、かつての部下であった李宗仁と連絡を取りつつも、政界への本格復帰はならなかった。1937年（民国26年）、国民参政会参政員となる。1947年（民国36年）には、立法院立法委員に当選した。
中華人民共和国成立後も林虎は広西に留まっている。広西チワン族自治区政治協商会議副主席、中国人民政治協商会議全国委員会常務委員などを歴任している。
1960年（民国59年）2月8日、南寧で病没。享年74（満72歳）。

## 注
1. ↑  悪童4人が婦女をからかっているところを見た林虎たちが、悪童たちを懲らしめた。しかし、この悪童たちは、上層階級出身で、彼らの讒言により、林虎以外の3人は除籍処分とされたのである。林虎は成績優秀ゆえに除籍は免れたものの、他の3人を慮って自ら学堂を去った（李微「林虎」326頁）。
2. ↑  ただし、蔡鍔については、同盟会加入の事実につき否定説が存在する。